# Josef Scheuber
Josef Scheuber (* 22. Februar 1881 in Wolfenschiessen; † 27. April 1961 in Chur) war ein Schweizer römisch-katholischer Geistlicher und Pädagoge.

## Leben und Wirken
Josef Scheuber war der Sohn von Joachim Scheuber, Bergbauer und dessen Ehefrau Ursula, geb. Muheim. Er besuchte das Gymnasium Stans und das Gymnasium des Klosters Einsiedeln und kam dann in das Priesterseminar Chur (heute: Theologische Hochschule Chur); seine Priesterweihe erhielt er 1904. Von 1905 bis 1906 studierte er Kunstgeschichte in Berlin und erhielt 1908 seinen Doktor an der Universität Zürich.
Nach Beendigung des Studiums kam er 1906 als Professor und Studienpräfekt an das Kollegium Maria Hilf in Schwyz und war dort von 1932 bis 1941 Rektor des Kollegiums. Von 1941 bis 1960 war er Regens des Priesterseminars in Chur.
Als Vertreter der Bauherrschaft war er Bauherr und prägte wesentlich den Neubau des Kollegiums Maria Hilf in Schwyz mit, nachdem das Schulgelände am 3. April 1910 einem Brand zum Opfer gefallen war.
Weiter war er der Verfasser zahlreicher kunsthistorischer und religiöser Schriften und Artikel, unter anderem in der Schweizer Rundschau.

## Ehrungen
1954 wurde er Apostolischer Protonotar.

## Schriften (Auswahl)
- Die mittelalterlichen Chorstühle in der Schweiz. Strassburg Heitz 1910.
- Barockkirchen in der Schweiz. 1914.
- Kirche und Reformation: aufblühendes katholisches Leben im 16. und 17. Jahrhundert. Einsiedeln/Schweiz: Benziger, 1917.
- Johannes, der Liebesjünger Jesu. Freiburg (Schweiz) Kanisius-Verlag 1921.
- Der Kreuzweg unseres Herrn in der Kunst. München: Gesellschaft für christliche Kunst, 1923.
- Ins Morgenland: Reiseerinnerungen. Schwyz: Maria Hilf, 1927.
- Begnadetes Alter: vom Sinn u. Segen seines Greisenalters. Luzern: Rex-Verlag 1946.